# Gish
| 전문가 평가                   | 전문가 평가 |
| 평가 점수                     | 평가 점수   |
| 출처                          | 점수        |
| ----------------------------- | ----------- |
| AllMusic                      | [ 1 ]       |
| The A.V. Club                 | B+          |
| Chicago Tribune               | [ 3 ]       |
| Entertainment Weekly          | B           |
| Los Angeles Times             | [ 5 ]       |
| NME                           | 7/10        |
| Pitchfork                     | 8.3/10      |
| Q                             | [ 8 ]       |
| The Rolling Stone Album Guide | [ 9 ]       |
| Spin Alternative Record Guide | 9/10        |

《Gish》는 미국의 얼터너티브 록 밴드 스매싱 펌킨스의 데뷔 스튜디오 음반으로, 1991년 5월 28일, 캐롤라인 레코드에서 발매되었다. 이 음반은 부치 비그와 프론트맨 빌리 코건이 프로듀싱했으며, 후자는 《Gish》를 "매우 영적인 음반"이자 "영적인 승천에 관한 음반"이라고 묘사했다.
발매 당시 빌보드 200 차트에서 195위에 그쳤지만, 《Gish》는 비평가들로부터 찬사를 받았으며 특히 밴드 특유의 사이키델릭 사운드에 대한 찬사를 받았다. 이 음반은 결국 미국 음반 산업 협회로부터 플래티넘 인증 (미국 내 최소 100만 장 출하)을 받아 당시 가장 많이 팔린 독립 음반 중 하나가 되었다. 이후 여러 출판사에서 1990년대 최고의 록 음반 중 하나로 선정되었으며, 《피치포크》는 "《Gish》가 없었다면 우리가 알고 있는 《Nevermind》는 아마 없었을 것"이라고 평가했다.

## 음악 및 구성
음악적으로, 《Gish》는 얼터너티브 록, 하드 록, 사이키델릭 록, 그런지, 드림 팝, 스토너 록, 칼리지 록, 사이키델릭, 아트 록, 헤비 메탈을 특징으로 한다고 묘사되어 왔다. 작가로서 빌리 코건은 블랙 사바스와 레드 제플린 같은 헤비 리프를 연주하는 밴드의 클래식 록과 더 큐어, 수지 앤 더 밴시스, 마이 블러디 발렌타인 같은 얼터너티브 밴드의 감각과 우아함 사이의 균형을 찾고자 했다. "우리에게는 멍청한 리프 록처럼 느껴졌던 것과 영국에서 나오는 것들 사이의 균형점이 되려고 노력했습니다. 그런 다음 비틀즈와 함께 그 곡들을 중간 어딘가에 모았습니다." 〈Rhinoceros〉와 같은 곡은 그 균형과 "우리는 아름답고, 예쁘고, 사이키델릭할 수 있으며, 그런 다음 스위치를 뒤집어 무겁고 리드를 찢을 수 있는" 목표를 반영했다. 곡을 작곡할 때, 코건은 사이키델릭한 느낌을 받기 위해 LSD를 사용하는 실험을 하고 있었다. "LSD는 일종의 이상한 줄타기 와이어 액션에서 이런 것들을 시도해볼 자신감을 주었습니다."

## 제목
이 음반은 무성 영화의 아이콘인 릴리언 기시(영어: Lillian Gish)의 이름을 따서 명명되었다. 인터뷰에서 코건은 "할머니가 릴리언 기시가 기차를 타고 마을을 지나갈 때 가장 큰 일 중 하나가 어디에도 없는 곳에 살았기 때문에 큰 일이었다고 말씀하셨어요..."라고 말했다. 나중에 코건은 이 음반의 원래 이름이 "Fish"였지만 잼 밴드 피시(영어: Phish)와의 비교를 피하기 위해 "Gish"로 변경되었다.

## 곡 목록
모든 곡들은 특별한 언급이 없는 한 빌리 코건에 의해 작사/작곡하였다.
| #   | 제목             | 작사·작곡         | 재생 시간 |
| --- | ---------------- | ----------------- | --------- |
| 1.  | 〈I Am One〉     | 코건, 제임스 이하 | 4:07      |
| 2.  | 〈Siva〉         |                   | 4:20      |
| 3.  | 〈Rhinoceros〉   |                   | 6:32      |
| 4.  | 〈Bury Me〉      |                   | 4:48      |
| 5.  | 〈Crush〉        |                   | 3:34      |
| 6.  | 〈Suffer〉       |                   | 5:10      |
| 7.  | 〈Snail〉        |                   | 5:10      |
| 8.  | 〈Tristessa〉    |                   | 3:33      |
| 9.  | 〈Window Paine〉 |                   | 5:51      |
| 10. | 〈Daydream〉     |                   | 3:08      |

## 인증
| 국가                       | 인증     | 판매량/출하량 |
| -------------------------- | -------- | ------------- |
| 영국 (BPI)                 | 실버     | 60,000^       |
| 미국 (RIAA)                | 플래티넘 | 1,000,000^    |
| ^출하량을 기반으로 한 인증 |          |               |